# Schlösschen Pfitzingen

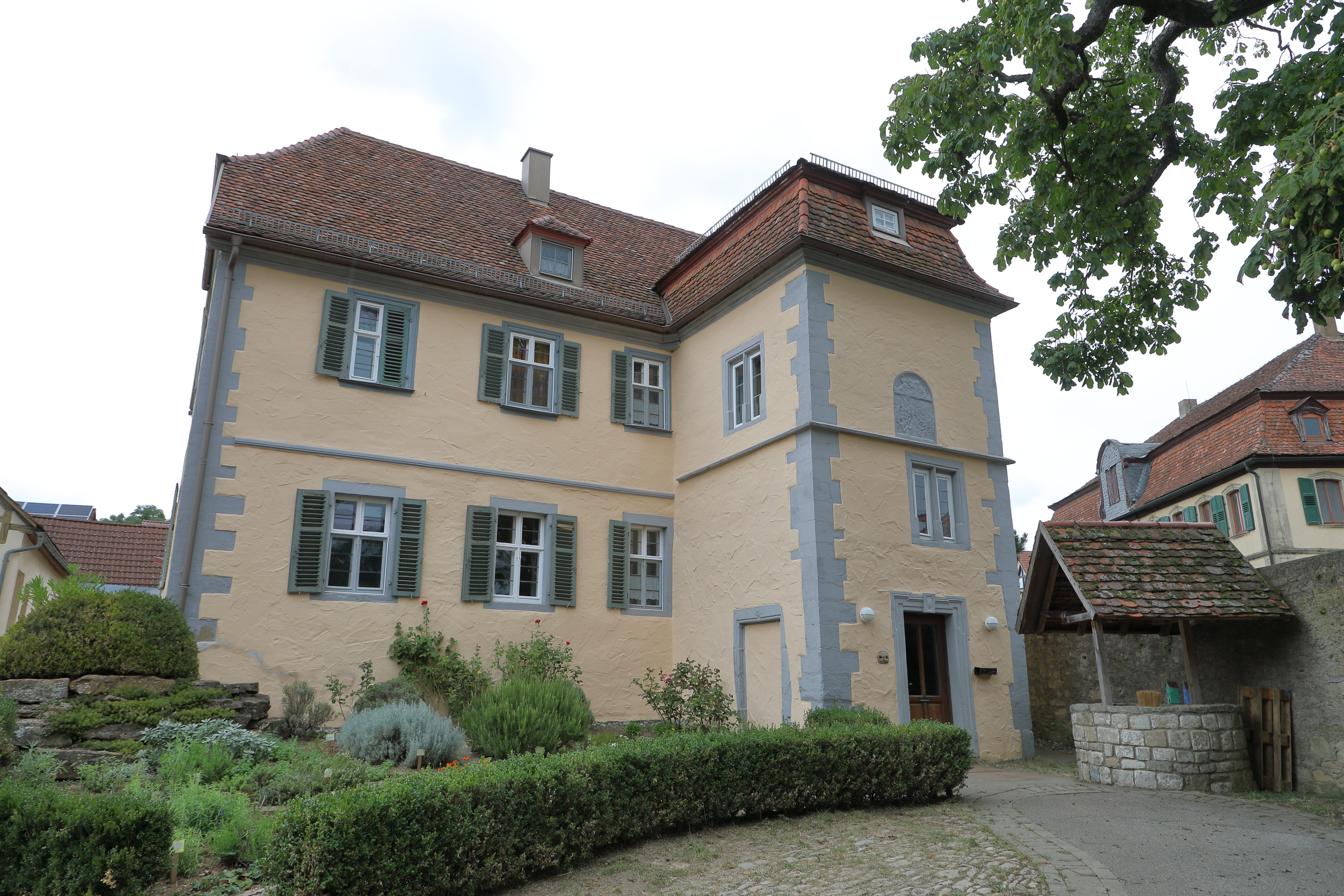
Das Schlossgebäude

Das Schlösschen Pfitzingen ist ein ehemaliges Jagdschloss mit Zehntscheune und großen Kellern in Pfitzingen bei Niederstetten in Baden-Württemberg.   Das Schloss beherbergt seit 1992 mit dem Schulbauernhof Pfitzingen als Bildungseinrichtung des Landes Baden-Württemberg den bislang einzigen staatlichen Schulbauernhof.

## Geschichte
Anfang der 1990er Jahre wurde das Schlösschen Pfitzingen vom Land Baden-Württemberg aufgekauft. Seit 1992 besteht ein Schulbauernhof im Pfitzinger Schlösschen.

## Anlage

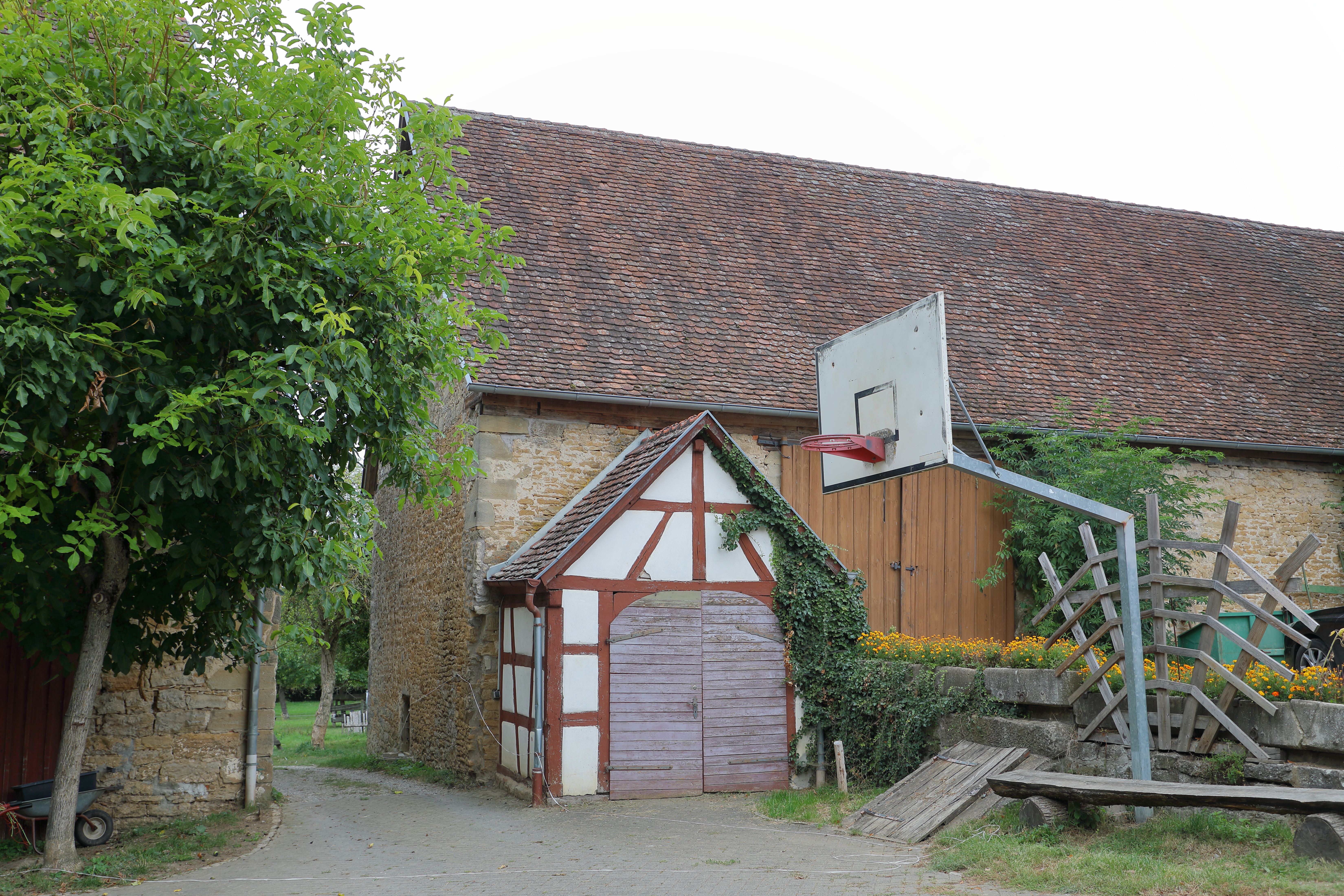
Landwirtschaftliche Gebäude und Kellereingang

Reste einer alten Mauer sowie das ehemalige Schlösschen Pfitzingen zeugen von der ehemaligen Dorfbefestigung Pfitzingens. Das Schlösschen Pfitzingen diente wahrscheinlich als ein ehemaliges Jagdschloss mit Zehntscheuer und großen Kellern. Das aus dem 18. Jahrhundert stammende Gasthaus Krone liegt direkt gegenüber.

## Heutige Nutzung

### Schulbauernhof Pfitzingen
Anfang der 90er Jahre wurde das ehemalige Schlösschen zu einem Schulbauernhof umgebaut. Dort können Schulklassen einen mehrwöchigen Aufenthalt verbringen und – durch die Mitarbeit in Stall, Feld und Küche – etwas über das bäuerliche Leben sowie die Herkunft der Lebensmittel aus landwirtschaftlicher Produktion erlernen. Daneben wird die Abhängigkeit der Landwirtschaft von Klima, Boden sowie von Wirtschafts- und Marktbedingungen thematisiert. Ferner wird auch der verantwortungsvolle Umgang mit Pflanzen und Tieren in ökologischen Beziehungen, Nahrungsketten und Stoffkreisläufen unterrichtet.